# Northampton-Gruppe

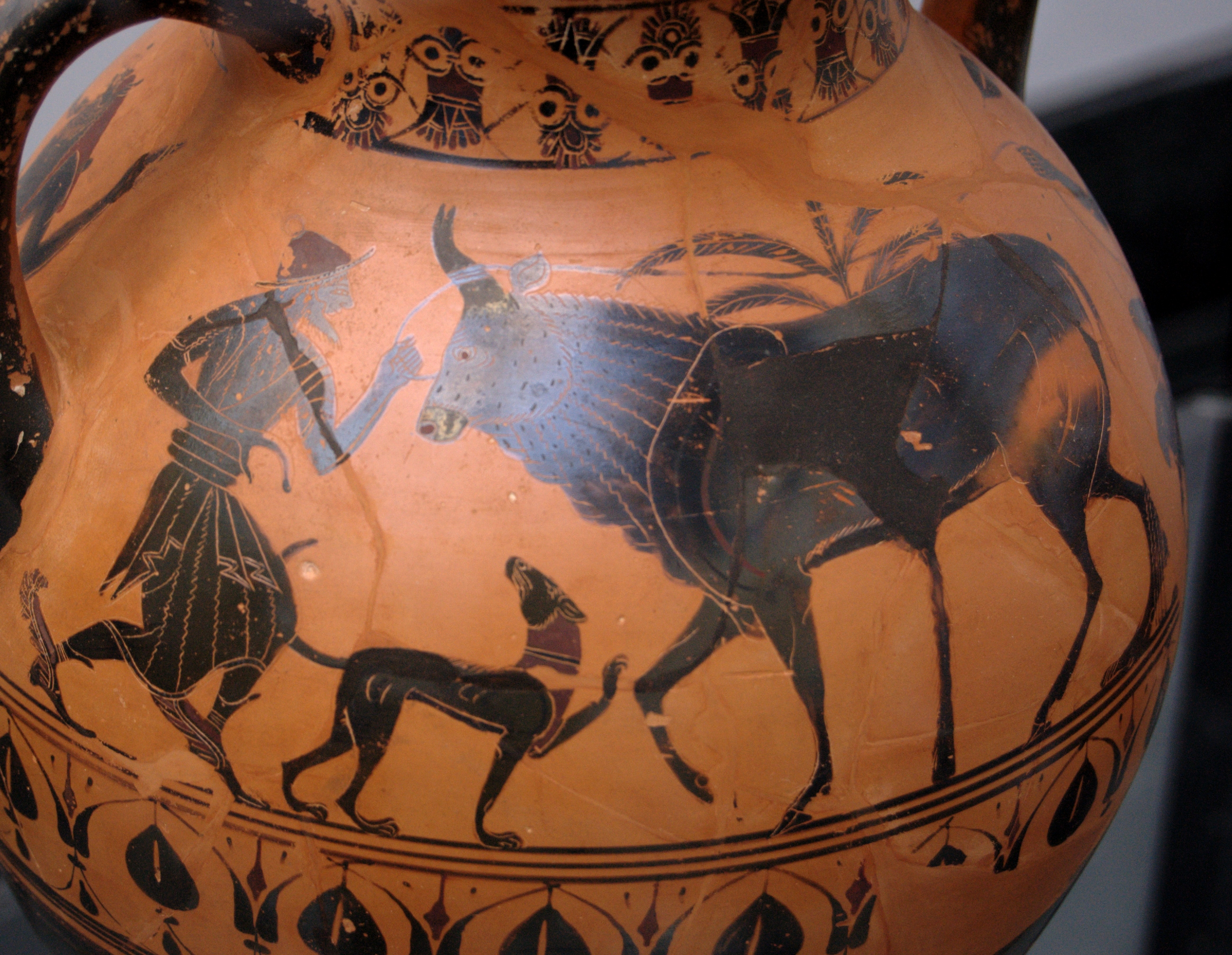
Bauchamphora der Northampton-Gruppe, Staatliche Antikensammlungen, München, Inv. 585, Schulter A: Befreiung der Io (in Gestalt einer Kuh) durch den herbeieilenden Hermes

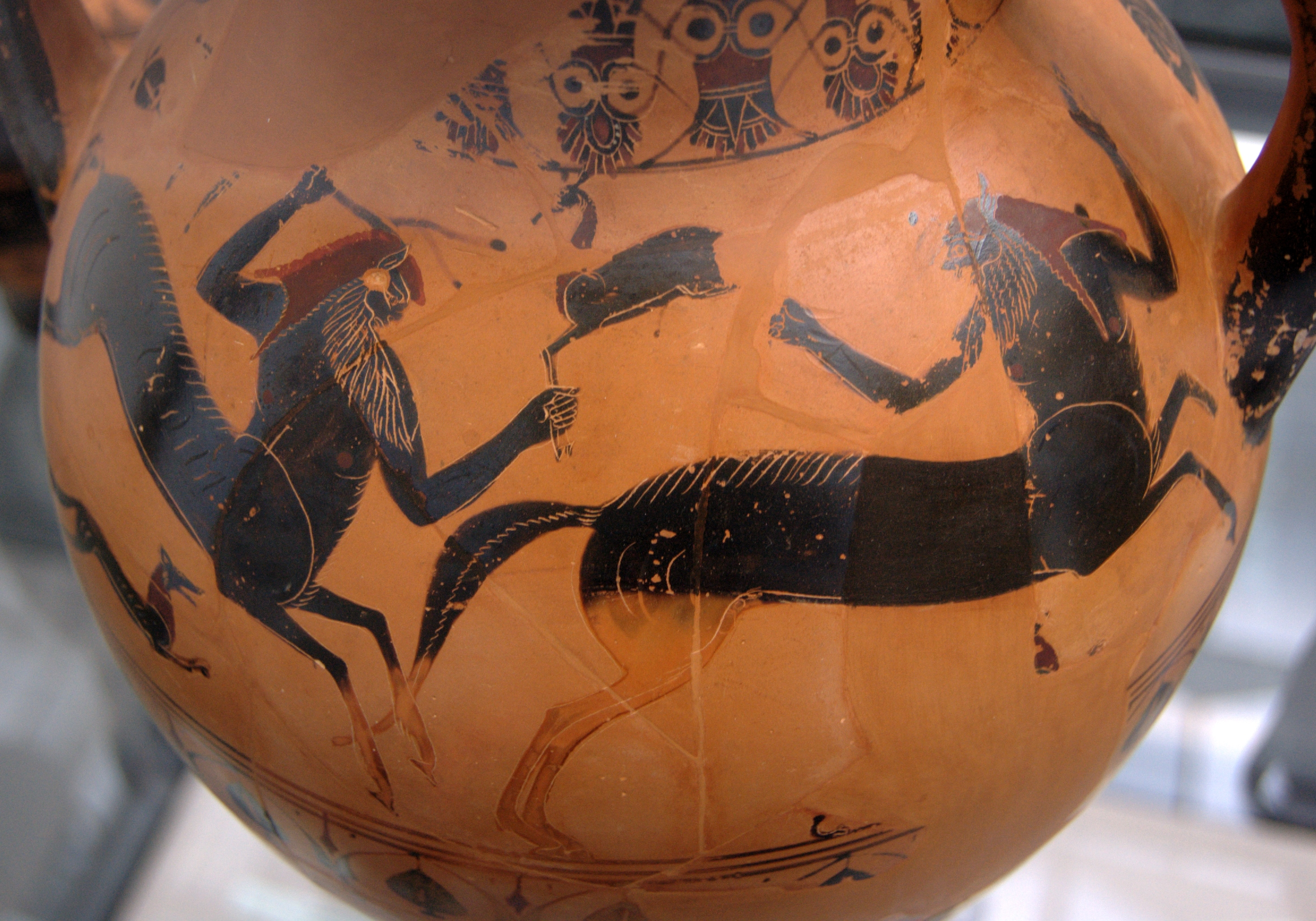
Bauchamphora in München, Seite B: Kentauren mit Jagdbeute

Als Northampton-Gruppe wird eine stilistische Gruppe von Amphoren des schwarzfigurigen Stils bezeichnet.
Die Vasen der Northampton-Gruppe sind, abgesehen von einer einzelnen Bauchamphora, durchweg Halsamphoren. Sie stehen stilistisch der Nordionischen Vasenmalerei sehr nahe. Allerdings wurden sie wahrscheinlich nicht in Ionien, sondern in Italien, wohl in Etrurien, produziert. Sie wurden um das Jahr 540 v. Chr. hergestellt. Es handelt sich bei den Vasen der Gruppe um qualitativ sehr hochwertige Produkte. Sie zeigen reiche Ornamentalbemalung und zum Teil sehr interessante Bilder, darunter einen Fürsten mit Pferden und Kranichreiter. Ihnen stehen die Campana-Dinoi stilistisch nahe. Der verwendete Ton entspricht den aus Etrurien stammenden Caeretaner Hydrien und weist keine große Ähnlichkeit mit der im ostmediterranen Raum vorkommenden Zusammensetzung auf.
Die Gefäße der Gruppe sind nach der Northampton-Amphora benannt, einem der bekanntesten Stücke der Sammlung von Spencer Compton, 2. Marquess of Northampton, der von 1838 bis 1848 Präsident der Royal Society war. Von 1820 bis 1830 lebte er in Italien, wo er den größten Teil seiner Sammlung von mehr als 160 Vasen erwarb, darunter 52 Amphoren des schwarzfigurigen Stils. In diese Zeit fällt auch der Beginn der Ausgrabungen in der Nekropole von Vulci, aus der zwei, heute in den Staatlichen Antikensammlungen in München ausgestellte Amphoren der Gruppe stammen. Lord Northampton beteiligte sich zwar an der Finanzierung der Ausgrabungen von Vulci, ob die Northampton-Amphore aber ebenfalls aus der Nekropole stammt, ist nicht bekannt. Eduard Gerhard war der erste, der während eines seiner Aufenthalte in Rom einige der Vasen aus der Sammlung Lord Northamptons beschrieb. Nach seiner Rückkehr nach England stellte Northampton die Vasen in seinem Wohnsitz Castle Ashby auf, zu Beginn des 20. Jahrhunderts wurden sie auch in Ausstellungen gezeigt. 1980 wurde die Sammlung im Auftrag seiner Erben vom Auktionshaus Christie’s versteigert. Die Northampton-Amphore erzielte dabei einen Preis von 415.360 Dollar und wurde an den griechischen Reeder Stavros Niarchos verkauft.